# Rzewniowate
Rzewniowate (Casuarinaceae R. Br.) – rodzina roślin z rzędu bukowców (Fagales). Zalicza się tutaj 4 rodzaje z 95 gatunkami. Zasięg ich występowania obejmuje obszar od Madagaskaru, poprzez południowo-wschodnią Azję do wysp Oceanii i Australii, gdzie znajduje się centrum zróżnicowania rodziny. Ślady kopalne świadczą o dawnym występowaniu tych roślin także w południowej Afryce i w Ameryce Południowej. Jedynym gatunkiem szeroko rozprzestrzenionym jest rzewnia skrzypolistna Casuarina equisetifolia, który też uprawiany jest poza zasięgiem rodzimym w całej strefie międzyzwrotnikowej, głównie w celu utrwalania wydm oraz dla drewna, także jako rośliny ozdobne. Bardzo twarde drewno drzew z rodzaju rzewnia powoduje, że zaliczane są one do tzw. drzew żelaznych. Rośliny te w większości zasiedlają siedliska suche tworząc kseromorficzne zarośla.

## Morfologia

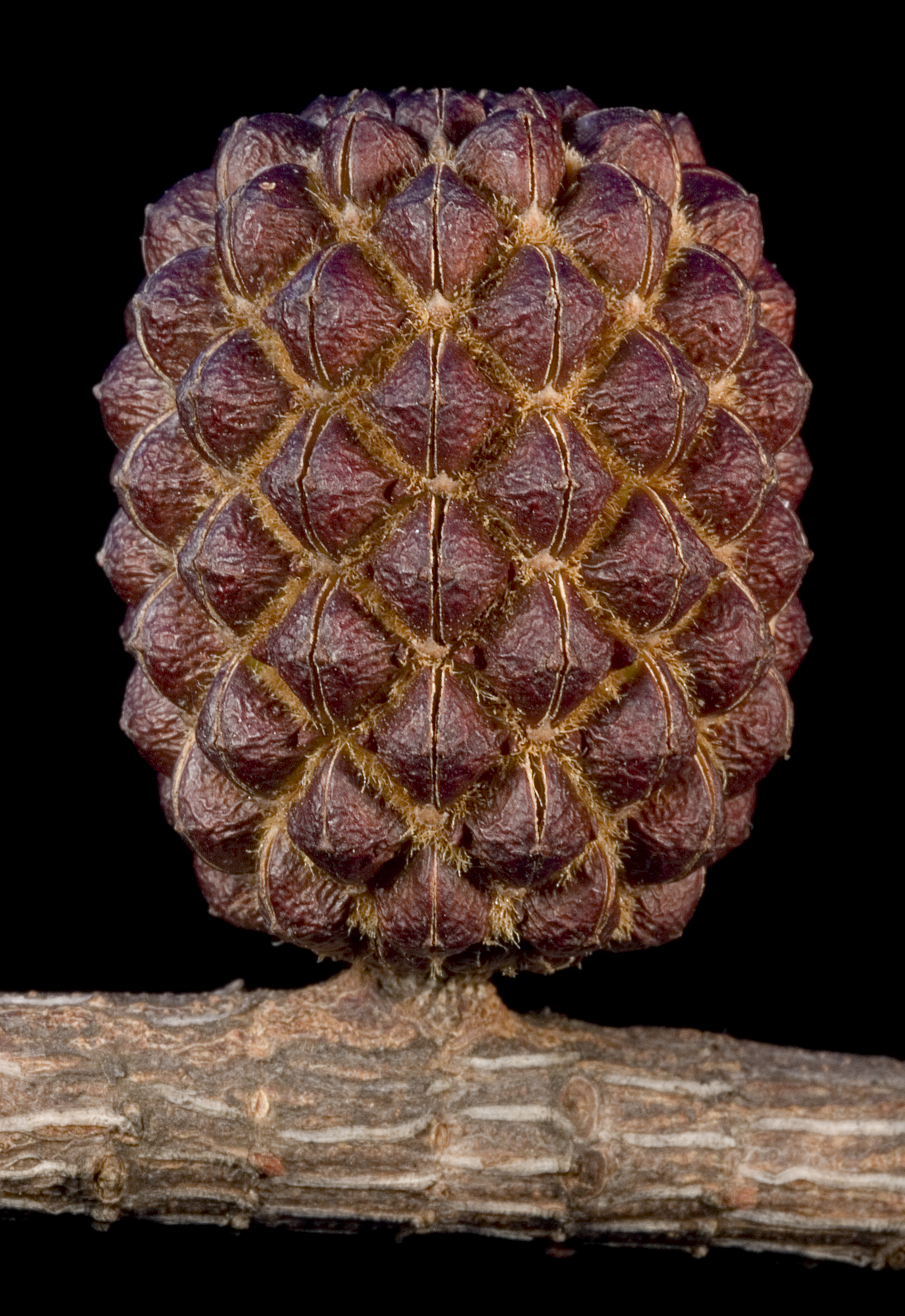
Kwiatostan w czasie owocowania Allocasuarina huegeliana

PokrójDrzewa i krzewy osiągające na ogół 5–15 m, wyjątkowo do ok. 30 m wysokości. Gałązki barwy zielonej, członowane (jak u skrzypów), rozgałęzione okółkowo, rózgowate, często zwisające.
LiścieSilnie zredukowane, łuskowate, wyrastają w okółkach po 4–20, zrośnięte w pochewkę otaczającą łodygę.
KwiatyDrobne i rozdzielnopłciowe, choć zwykle kwiaty męskie i żeńskie występują na tych samych roślinach (jednopienność). Kwiaty męskie zebrane są w kłosokształtne kwiatostany, a żeńskie w kulistawe lub jajowate główki. Kwiaty męskie składają się z pojedynczego pręcika otoczonego czteroząbkowym okwiatem. Kwiaty żeńskie pozbawione są okwiatu, składają się z pojedynczego słupka, którego zalążnia zbudowana jest z dwóch owocolistków. Na końcu krótkiej, rozwidlonej szyjki słupka znajdują się dwa silnie wydłużone znamiona.
OwoceSkrzydlaki wsparte drewniejącymi przysadkami, dzięki czemu cały kwiatostan w czasie owocowania przypomina szyszkę nagonasiennych.

## Systematyka
W I połowie XX wieku m.in. Richard Wettstein i Adolf Engler z powodu prostej budowy kwiatów i kotkowatych kwiatostanów uznawali rzewniowate za najbardziej prymitywną rodzinę w obrębie dwuliściennych, która miała wyewoluować z przęślowatych Ephedraceae. W istocie prosta budowa kwiatów wynika z wtórnego przystosowania tych roślin do wiatropylności.
Pozycja systematyczna według APweb (aktualizowany system APG IV z 2016)
Jedna z rodzin rzędu bukowców należącego do kladu różowych w obrębie okrytonasiennych. Ze względu na specyficzną budowę rodzina ta dawniej była wyodrębniana w osobny rząd rzewniowców Casuarinales. 
|  | woskownicowate Myricaceae |
|  |                           |
|  | orzechowate Juglandaceae  |
|  |                           |

|  | rzewniowate Casuarinaceae                                                |
|  |                                                                          |
|  | \| \| brzozowate Betulaceae \| \| \| \| \| \| Ticodendraceae \| \| \| \| |
|  |                                                                          |
|  | brzozowate Betulaceae                                                    |
|  |                                                                          |
|  | Ticodendraceae                                                           |
|  |                                                                          |

|  | brzozowate Betulaceae |
|  |                       |
|  | Ticodendraceae        |
|  |                       |

|  | woskownicowate Myricaceae |
|  |                           |
|  | orzechowate Juglandaceae  |
|  |                           |

|  | rzewniowate Casuarinaceae                                                |
|  |                                                                          |
|  | \| \| brzozowate Betulaceae \| \| \| \| \| \| Ticodendraceae \| \| \| \| |
|  |                                                                          |
|  | brzozowate Betulaceae                                                    |
|  |                                                                          |
|  | Ticodendraceae                                                           |
|  |                                                                          |

|  | brzozowate Betulaceae |
|  |                       |
|  | Ticodendraceae        |
|  |                       |

|  | woskownicowate Myricaceae |
|  |                           |
|  | orzechowate Juglandaceae  |
|  |                           |

|  | rzewniowate Casuarinaceae                                                |
|  |                                                                          |
|  | \| \| brzozowate Betulaceae \| \| \| \| \| \| Ticodendraceae \| \| \| \| |
|  |                                                                          |
|  | brzozowate Betulaceae                                                    |
|  |                                                                          |
|  | Ticodendraceae                                                           |
|  |                                                                          |

|  | brzozowate Betulaceae |
|  |                       |
|  | Ticodendraceae        |
|  |                       |

|  | woskownicowate Myricaceae |
|  |                           |
|  | orzechowate Juglandaceae  |
|  |                           |

|  | rzewniowate Casuarinaceae                                                |
|  |                                                                          |
|  | \| \| brzozowate Betulaceae \| \| \| \| \| \| Ticodendraceae \| \| \| \| |
|  |                                                                          |
|  | brzozowate Betulaceae                                                    |
|  |                                                                          |
|  | Ticodendraceae                                                           |
|  |                                                                          |

|  | brzozowate Betulaceae |
|  |                       |
|  | Ticodendraceae        |
|  |                       |

|  | woskownicowate Myricaceae |
|  |                           |
|  | orzechowate Juglandaceae  |
|  |                           |

|  | rzewniowate Casuarinaceae                                                |
|  |                                                                          |
|  | \| \| brzozowate Betulaceae \| \| \| \| \| \| Ticodendraceae \| \| \| \| |
|  |                                                                          |
|  | brzozowate Betulaceae                                                    |
|  |                                                                          |
|  | Ticodendraceae                                                           |
|  |                                                                          |

|  | brzozowate Betulaceae |
|  |                       |
|  | Ticodendraceae        |
|  |                       |

|  | woskownicowate Myricaceae |
|  |                           |
|  | orzechowate Juglandaceae  |
|  |                           |

|  | rzewniowate Casuarinaceae                                                |
|  |                                                                          |
|  | \| \| brzozowate Betulaceae \| \| \| \| \| \| Ticodendraceae \| \| \| \| |
|  |                                                                          |
|  | brzozowate Betulaceae                                                    |
|  |                                                                          |
|  | Ticodendraceae                                                           |
|  |                                                                          |

|  | brzozowate Betulaceae |
|  |                       |
|  | Ticodendraceae        |
|  |                       |

|  | woskownicowate Myricaceae |
|  |                           |
|  | orzechowate Juglandaceae  |
|  |                           |

|  | rzewniowate Casuarinaceae                                                |
|  |                                                                          |
|  | \| \| brzozowate Betulaceae \| \| \| \| \| \| Ticodendraceae \| \| \| \| |
|  |                                                                          |
|  | brzozowate Betulaceae                                                    |
|  |                                                                          |
|  | Ticodendraceae                                                           |
|  |                                                                          |

|  | brzozowate Betulaceae |
|  |                       |
|  | Ticodendraceae        |
|  |                       |

|  | woskownicowate Myricaceae |
|  |                           |
|  | orzechowate Juglandaceae  |
|  |                           |

|  | rzewniowate Casuarinaceae                                                |
|  |                                                                          |
|  | \| \| brzozowate Betulaceae \| \| \| \| \| \| Ticodendraceae \| \| \| \| |
|  |                                                                          |
|  | brzozowate Betulaceae                                                    |
|  |                                                                          |
|  | Ticodendraceae                                                           |
|  |                                                                          |

|  | brzozowate Betulaceae |
|  |                       |
|  | Ticodendraceae        |
|  |                       |

Pozycja w systemie Reveala (1993–1999)
Gromada okrytonasienne (Magnoliophyta Cronquist), podgromada Magnoliophytina Frohne & U. Jensen ex Reveal, klasa Rosopsida Batsch, podklasa oczarowe (Hamamelididae Takht.), nadrząd Casuarinanae Takht. ex Reveal & Doweld, rząd rzewniowce (Casuarinales Lindl.), rodzina rzewniowate (Casuarinaceae R. Br. in Flinders).
Wykaz rodzajów
- Allocasuarina L.A.S.Johnson
- Casuarina Rumph. ex L. – rzewnia
- Ceuthostoma L.A.S.Johnson
- Gymnostoma L.A.S.Johnson